# 接格
接格(缩写：ade)是一种格，标记在与名词的所指相近、在其上或毗连；在乌拉尔语系研究中常见。芬兰语、爱沙尼亚语和匈牙利语等乌拉尔语中，接格是4种方位性格之一，基础意义是“在...上”—例如，爱沙尼亚语laud（桌子）和laual（在桌子上），匈牙利语asztal和asztalnál（在桌子前）。芬兰语中也用作工具格。
芬兰语接格后缀是-lla/-llä，如pöytä（桌子）和pöydällä（在桌子上）。此外还可以指“在那一范围”，如koululla（在学校内），比较内格koulussa（在教学楼内）。 
爱沙尼亚语中，-l是属格后缀，如laud（桌）-laual（在桌子上）。除“在某物”上，还可指示所有权，如mehel on auto（男人有辆汽车）。
乌拉尔语中不能领属“有”是通过主语接格+“在...上”(比如，minulla on“我有”，字面上是“于我是”)。

## 各個格的相對關係
芬兰语、爱沙尼亚语，和匈牙利语等乌拉尔语系常见的方位格如下：
|      | 静止 | 起点 | 终点 | 使役(成份) |
| ---- | ---- | ---- | ---- | ---------- |
| 内部 | 内格 | 出格 | 入格 | 上格       |
| 外部 | 接格 | 离格 | 向格 | 頂格       |

## 芬兰语
芬兰语接格以-lla或-llä(据元音和谐)结尾。一般加到名词和相关联的形容词上。
用例如下：
- 表达位于某物表面的稳定状态。

对应“在...上”。
kynä on pöydällä“笔在桌子上”
- 与动词olla (存在，有)搭配时作为存在句表达领属

这是芬兰语表达“拥有某物”的方式
Meillä on koira “我们有条狗”
- 表达某物的工具性使用

对应“用...”
Hän meni Helsinkiin junalla “他乘铁路去了赫尔辛基”
Hän osti sen eurolla “他用一欧元买了它”
- 特定时间表达中表达事情发生的时间

对应“在...时”“经过...”
aamulla “在早上”keväällä “在春天”
- 表达与占据空间的某物有时空上的相近(更明确、具体的相邻用内格表达)

对应“在...”
poikani on koululla “我儿子在学校”(比较内格：poikani on koulussa“我儿子在学校里”)
hän on ruokatunnilla“他在吃午饭”- 字面上在午饭的小时里
- 在特定表达中表达情感

Janne oli huonolla tuulella “Janne心情不好”

## 非乌拉尔语
其他有接格的语言包括立陶宛语、东北高加索语系列兹金语:2和洪济布语，:44–49以及奥赛梯语。:44

## 註解
1. ↑  然而不同于其芬兰语支语言，匈牙利语中的接格没有“位于顶部”的意思。
2. ↑  Mäkinen, Panu. . users.jyu.fi. University of Jyväskylä.   [6 March 2015]. （原始内容存档于2019-05-11）.
3. ↑  Likely developed under the influence of Uralic.
4. ↑    - Haspelmath, M. (1993). A grammar of Lezgian （页面存档备份，存于）. (Mouton grammar library; 9). Berlin & New York: Mouton de Gruyter. – ISBN 3-11-013735-6
5. ↑  Berg, Helma van den, A Grammar of Hunzib (with Texts and Lexicon) (Lincom Europa, München 1995) ISBN 3-89586-006-9
6. ↑    - Kim, Ronald. "On the Historical Phonology of Ossetic." Journal of the American Oriental Society, Vol. 123, No. 1. (Jan.-Mar.,2003)